# Fritz Bruhns
Fritz Bruhns (* 8. Mai 1927 in Königsberg (Preußen)) ist ein Lehrer und war ein deutscher Politiker (CDU) und Mitglied der Bremischen Bürgerschaft. 

## Biografie
Bruhns war als Lehrer und später bis 1989 als Schulleiter an der Grundschule St. Magnus in Bremen tätig. Er zog später nach Schwanewede um. 
Er wurde 1948 Mitglied der CDU in Vegesack und war dann nach einem Umzug im Ortsverband Blumental aktiv sowie Mitglied im Vorstand des CDU-Kreisverbandes Bremen-Nord. Er war ab den 1960er Jahren Mitglied im Stadtteilbeirat Bremen-Vegesack und dann bis 1975 in Blumenthal.
Er war von 1964 bis 1967 als Nachfolger von Joseph Trentmann (†) Mitglied der 6. Bremischen Bürgerschaft und dort Mitglied verschiedener Deputationen u. a. für das Bildungswesen.
 
Für den Bau eines Gymnasiums in Blumenthal setzte er sich u. a. in den 1970er Jahren ein.